# 福音宣教
福音宣教（ふくいんせんきょう、英語：Christian mission）は、イエス・キリストが弟子たちに命じた大宣教命令に従い、全世界にイエス・キリストの福音を宣べ伝えることをいう。

## 歴史
ジョン・ストットによれば、宣教の起こりは創世記12章にあるアブラハムの選びと契約にあり、これがイエス・キリストの福音において成就したとされる。中村敏によれば、旧約における世界宣教の例は、ヨナ書にある。
イエス・キリストは弟子たちに、全世界に福音を宣べ伝え、弟子とするように命じた。中村敏によれば、異邦人の回心の最初の例は執事ピリポの伝道によるエチオピアの宦官であるが、本格的な異邦人への宣教は使徒ペテロが受けた神の啓示によるコルネリオ一族の救いである。。最初の宣教師の一人は異邦人の使徒パウロである。
エウセビオスは使徒トマスに遣わされたタダイが国王の病気をいやし、国をキリスト教化したと記している。
ウルフィラスはゴート族への宣教師となり、マルティヌスはフランスへの宣教師となり、パトリキウスはアイルランドへの宣教師となり、コルンバはスコットランド宣教師となった。
カンタベリーのアウグスティヌスはブリテン島に派遣され、ボニファティウスはドイツ宣教、アンスカールはスカンジナビア、オーラフはノルウェーで宣教した。
9世紀、「スラブの亜使徒」と呼ばれたキュリロスとメトディオスの兄弟はスラブに遣わされた。
アッシジのフランチェスコ、ライムンドゥス・ルルスはイスラムに宣教した。
ローマ・カトリック教会は宗教改革で失われた失地回復の為に、世界宣教を積極的に行い、海外に乗り出していったが、プロテスタントでは長い間、世界宣教がなされなかった。 イエズス会は日本にも宣教師を派遣し、多くの回心者を得たが、日本のキリシタンは迫害を受けて殲滅され、生き残りは地下にもぐった。
ドイツの敬虔主義によりプロテスタントの世界宣教が回復される。モラヴィア兄弟団も福音宣教を行った。
19世紀は偉大なる世紀（The Great Century）と呼ばれる世界宣教の時代である。
自由主義神学の社会的福音に対する反発から、福音派が政治や社会問題に関わらない時代が続いたが、それ以前にはウィリアム・ウィルバーフォースのようにクリスチャンとして社会的責任を果たした福音派がいた。
1973年、エキュメニカル派の世界教会協議会（WCC）バンコク会議は、「今日の救済」を発表し、政治的、経済的解放が救済であるとした。リベラル派は、社会的責任に重点を置いている。
また1983年、世界教会協議会（WCC）のヴァンクーバー大会は「イエス・キリスト-世界のいのち」で急進的な革命運動が「慰めの宣教」であるとした。
1974年の福音派のローザンヌ世界伝道会議は、エキュメニカル派と異なる立場を採り、宣教を福音伝道と社会責任にわけ、福音伝道が優先されると宣言した。一般啓示による神知識は人を救済に導くものではなく、イエス・キリストこそが唯一の救い主である。すべての人は罪人であり、滅びに向かっているので、「イエス・キリストを世の救い主として告知する」伝道とは、「悔い改めと信仰による全人格的明け渡しによって神に応答するように、すべての人を招くことである」と宣言し、誓約を結んだ。